# Paweł Franciszek Parisius
Paweł Franciszek Parisius, Petrus Franciscus Parisius (ur. 25 stycznia 1596 w Prusach –  zm. 1 kwietnia 1667 w Rawie) – ks. katolicki, następnie przełożony klasztorów jezuickich, heraldyk. Wstąpił do zakonu  13 sierpnia 1615 w Krakowie. 

## Życiorys
Heraldyk ten, jak wynika z powołującego się później na niego Kaspra Niesieckiego, początki herbów polskich wywodził (często wbrew przekazom i faktom), konsekwentnie ze starożytnej Sarmacji.